# 常本英
常本英（1932年—），男，福建福州人，中国运筹学家、系统工程专家，曾任安徽省科学技术委员会主任，中国运筹学会副理事长。